# Зеда-Веди
Зеда-Веди (груз. ზედა ვედი) — село в Грузии, на территории Местийского муниципалитета края (мхаре) Самегрело-Верхняя Сванетия.

## География
Село находится в северо-западной части Грузии, на правом берегу реки Ураши (бассейн Ингури), на расстоянии приблизительно 40 километров (по прямой) к юго-западу от посёлка городского типа Местиа, административного центра муниципалитета. Абсолютная высота — 1347 метров над уровнем моря.

## Население
По результатам официальной переписи населения 2014 года в Зеда-Веди проживал 21 человек (11 мужчин и 10 женщин). В национальной структуре населения грузины составляли 100 %.
| Год  | Население, человек |
| ---- | ------------------ |
| 2002 | 27                 |
| 2014 | ↘ 21               |